# Segment/element/paneler
Segment/element/paneler är ett samlingsbegrepp för schaktfria förnyelsemetoder som innebär att det nya röret byggs upp av mindre delar inuti ett befintligt rör.
Rörsegment av glasfiberarmerad plast används oftast vid renovering av grövre VA-ledningar, även ledningar som inte har cirkulärt tvärsnitt. Segmenten kopplas samman och fixeras i läge, varefter utrymmet mellan det nya och det befintliga röret fylls med betong.
Rörelement och rörpaneler av plast används också vid grövre ledningar och består av rördelar t.ex. spiralformade rörfoder, som kopplas samman till ett nytt rör. Även här fylls utrymmet mellan det nya och det befintliga röret med betong.

## Tekniska data
| Max ledningsdiameter   | 2500 mm                        |
| Max längd              | 100 meter                      |
| Befintligt rörmaterial | Alla                           |
| Nytt rörmaterial       | Plast, betong                  |
| Utrymmesbehov          | Nedstigningsbrunn eller schakt |